# K'naan
Keinan Abdi Warsame, mais conhecido como K'naan (Mogadíscio, 1 de Fevereiro de 1978) é um rapper, compositor e poeta somaliano nacionalizado canadense.
Uma de suas canções mais conhecidas é "Wavin' Flag", que fala sobre a resistência do povo negro no continente africano e que se tornou a música oficial da Coca-Cola para a Copa do Mundo de 2010 numa nova versão chamada de "Wavin' Flag - 'The Celebration Mix'", que fez muito sucesso pelo mundo inteiro.
O rapper também se tornou popular nos Estados Unidos após uma parceria com o cantor Adam Levine do grupo Maroon 5 ao lançar o single "Bang Bang", que foi posteriormente usado na trilha sonora do filme Karatê Kid de 2010 com Jaden Smith e Jackie Chan. Atualmente, reside no Canadá.

## Álbuns
- 2004: My Life Is a Movie
- 2005: The Dusty Foot Philosopher
- 2007: The Dusty Foot on the Road
- 2009: Troubadour
- 2012: Country, God or the Girl